# Alica Hubiak
Alica Hubiak (* 22. Mai 1988 in Ahlen, Westfalen) ist eine deutsche Schauspielerin.

## Leben
Alica Hubiak wuchs in Hamm auf. Von 2009 bis 2012 absolvierte sie eine Ausbildung an der German Musical Academy Osnabrück, 2012/13 studierte sie Musical/Vokalpädagogik am Institut für Musik der Hochschule Osnabrück. Während ihrer Ausbildung spielte sie am Theater Osnabrück und Bielefeld, bei den Freilichtspielen Tecklenburg verkörperte sie 2011 die Rolle der Tinkerbell in Peter Pan.
Erste Film- und Fernsehrollen hatte sie 2014 im Thriller Who Am I – Kein System ist sicher, in der Folge Mörderische Gezeiten der ZDF-Fernsehreihe Friesland und in der RTL-Serie Alles was zählt, in der sie als Nicki Schwarz zu sehen war. Weitere Auftritte hatte sie 2015 in den Serien Mila und Sense8, außerdem war sie im Fernsehfilm Leg dich nicht mit Lilli an der ZDF-Reihe Inga Lindström als Lisa zu sehen.
Von Januar bis August 2020 spielte sie in der RTL-Serie Unter uns neben Josephine Becker als ihre Filmtochter Leni die Rolle der Jana Schäfer.
Hubiak ist Mitglied im Bundesverband Schauspiel (BFFS).

## Filmografie (Auswahl)
- 2014: Friesland: Mörderische Gezeiten (Fernsehreihe)
- 2014: Alles was zählt (Fernsehserie, vier Episoden)
- 2014: Who Am I – Kein System ist sicher
- 2015: Mila (Fernsehserie, zwei Episoden)
- 2015: Sense8 (Fernsehserie, zwei Episoden)
- 2015: Inga Lindström: Leg dich nicht mit Lilli an
- 2018: Cecelia Ahern: Ein Moment fürs Leben (Fernsehfilm)
- 2020: Unter uns (Fernsehserie)